# Elements del bloc d
Els elements del bloc d (per difús) són aquells situats en els grups 3 a 12 de la taula periòdica dels elements. En aquests elements el nivell energètic més extern correspon a orbitals d (vegeu també la configuració electrònica).
| Blocs d'elements                           |
| bloc s - bloc p - bloc d - bloc f - bloc g |
|                                            |

En el diagrama es mostra la taula periòdica dividida en blocs. En el bloc d hi ha trenta elements (realment n'hi ha més, però no es troben a la natura, i no se solen tenir en compte). Aquests es divideixen en deu grups de tres (les columnes), on els tres elements tenen propietats físiques i químiques semblants entre si, encara que els dos que es troben més avall s'assemblen més entre si i mostren més diferències amb què està en la primera fila (anomenat normalment "element capçalera de grup").

També es poden dividir en tres sèries (files) de deu elements, anomenades a vegades "sèries de transició" (vegeu metall de transició).